# Scott Malone
Scott Malone (Rowley Regis, 1991. március 25. –) angol labdarúgó, a Millwall játékosa.

## Sikerei, díjai
- Újpest FC:
  - NB1 ezüstérmes: 2008–09